# Arston (producent muzyczny)
Arston, właśc. Artsyom Kozel (ros. Арцём Козел; ur. 13 czerwca 1987 w Grodnie) – białoruski DJ i producent muzyczny. Jego twórczość to melodyjna mieszanka big room house i progressive house. Jeden z czołowych producentów muzyki klubowej w swoim kraju, pierwszy Białorusin, który podpisał kontrakt z holenderską wytwórnią Revealed Recordings.

## Życiorys
Arston urodził się w Grodnie leżącym wówczas w Białoruskiej SRR. Wychował się w małej wiosce Wiercieliszki na przedmieściach Grodna, gdzie mieszka do dziś. Jego początki w muzyce sięgają początku XX wieku, jednak kariera Białorusina jako producenta muzycznego rozpoczęła się w 2012 roku, kiedy nakładem szwajcarskiej wytwórni płytowej Sirup Music wydano jego pierwszy singiel Second Chance. Następnie Arston zadebiutował ze swoim pierwszym wydaniem dostępnym w internetowym sklepie muzycznym Beatport, które wydano nakładem innego szwajcarskiego labelu – PinkStar Records należącego do uznanego DJ-a EDX-a. Pierwszy znaczny sukces Białorusin odnotował jednak rok później przy okazji kolejnego wydania w wytwórni Szwajcara – utwór Zodiac zyskał ogromną popularność m.in. dzięki wsparciu takich nazwisk, jak Hardwell, R3hab czy Tiësto. Kariera Arstona nabrała pełnego rozpędu w roku 2014, kiedy to producent podpisał kontrakt z wytwórnią Hardwella Revealed Recordings i wydał tam swoje dwa single będące kolaboracjami odpowiednio z Marcusem Schossowem i Sandro Silvą, które zyskały ogromną popularność i dały rozgłos początkującemu muzykowi. Mimo krótkiego stażu na scenie styl muzyczny Arstona jest doceniany za melodyjność i innowacyjność na scenie muzyki klubowej.

## Dyskografia

### Single
- 2012: Second Chance
- 2012: Empire
- 2013: Match Point (razem z D-Mad)
- 2013: Zodiac
- 2014: See You There
- 2014: The Universe (razem z Marcus Schossow)
- 2014: Symphony (razem z Sandro Silva)
- 2014: Star Warz
- 2014: Circle Track (feat. Jake Reese)
- 2015: In A Place Full Of Light
- 2015: Light
- 2015: Where the Lights Are (feat. Christian Burns)
- 2015: Endless (razem z Jay Colin)
- 2015: At the End of the Night (razem z Swanky Tunes, feat. C Todd Nielsen)
- 2016: Takeover (razem z Sandro Silva)
- 2016: Enforcer
- 2016: On and On
- 2016: Beautiful Asian
- 2017: Rage
- 2017: Redline
- 2017: Godfather
- 2017: Fools

### Remiksy
- 2013: Arty feat. Fiora – Grand Finale (Arston Remix)
- 2014: EDX – Szeplo (Arston Remix)
- 2014: Denzal Park – One Way Home (Arston Remix)
- 2014: 3LAU feat. Bright Lights – How You Love Me (Arston Remix)
- 2015: Tritonal feat. Skyler Stonestreet – Electric Glow (Arston Remix)
- 2015: Swanky Tunes feat. C. Todd Nielsen – Fire In Our Hearts (Arston Remix)
- 2015: Olympic Ayres – Magic (Arston Remix)
- 2015: Andrew Rayel feat. Jano – How Do I Know (Arston Remix)
- 2016: Mark Sixma & Futuristic Polar Bears – Cupid's Casualty (Arston Remix)
- 2016 : Armin van Buuren feat. Lyrica Anderson – Gotta Be Love (Arston Remix)